# Teleki Domokos (történész)
Széki Teleki Domokos gróf (Marosvásárhely, 1810. április 1. – Kolozsvár, 1876. május 1.) történész, a magyar országgyűlés szabadelvű követe és a Magyar Tudományos Akadémia levelező, igazgató és tiszteleti tagja.

## Élete
Teleki József gróf, főkormányszéki tanácsos és gróf Teleki Zsófia fia. Atyja 1817-ben elhalálozván, nevelése az özvegy édesanyára maradt, aki őt tizenegy éves korában a nagyenyedi főiskolába küldötte, ahol az alsóbb osztályokban négy és félévet, a felsőbbekben négy egész évet töltött. A főiskolától 1829 őszén vett búcsút és azután mint joggyakornok a marosvásárhelyi királyi ítélőtáblánál töltött egy évet. 1830 őszén édesanyja részéről, mint távollevők követe jelent meg a pozsonyi országgyűlésen. 1831-ben a pesti egyetemen jogi tanulmányait folytatta és ez év végével itt is szigorlatot tett. «Ezen két év alatt (írja jegyzeteiben) Magyarország legbecsületesebb államférfiainak társasága, kik közül Széchenyi, el merem mondani, pártfogására, szivességére, sőt bizalmára is méltatott, bizonyára a legdöntőbb hatással voltak egész életemre». 1832-ben Pest vármegyénél tiszteletbeli jegyzőséget viselt. Ekkor itt történt első nyilvános felszólalása, a vármegyei követek megválasztása alkalmával. A reform és alkotmányos mozgalmak Erdélyben is tért kezdvén nyerni, Teleki visszatért szülőföldjére és az 1834. évet megelőző ébresztési kisérletekben élénk részt vett. 1836. szeptember 10-én a Magyar Tudományos Akadémia levelező tagjának választotta (1855. április 19-én lett az igazgatótanács tagja, 1861. december 20-án pedig tiszteleti tag). 1837-ben ismét Küküllő vármegye küldötte az országházba. Az 1840-41. évi erdélyi országgyűlésre a részekbeli vármegyék is meghivatván, Zaránd vármegye választotta meg. 1841-ben neje meghalt, ez idegrendszerét nagyon megviselte. 1841 végétől az erdélyi országgyűlésen mint királyi hivatalos ismét részt vett. 1844 tavaszától késő őszig Szász Károly egykori kedves tanára, most barátja társaságában Németországot és Angliát utazta be és főfigyelmét a nevelésügyi és mezőgazdasági viszonyok tanulmányozására fordította. Pozsonyba tért vissza és ott az országgyűlésen működött 1845 tavaszáig; ekkor hazatért Erdélybe, hogy a rendszeres bizottságok működésében részt vegyen. Ez év végén Svájcon és Hollandián keresztül ismét Angliába utazott, ahol néhány hónapi tartózkodás után, Franciaországon és Párizson át visszatért Erdélybe. Az 1846. évi erdélyi országgyűlésen az úrbéri munkálatok megvitatása körül fejtett ki nagyobb tevékenységet. Az 1847. év végét és az 1848. év elejét a pozsonyi országgyűlésen töltötte; tavasszal (május 29.) az erdélyiben vett részt. Ez év végén egészsége teljes megbomlása és idegrendszere elgyengülése visszavonulásra kényszerítette, «a vérözönnel járó forradalomban nem találtam örömömet» írja és a közélettől a szabadságharc után is teljesen visszavonulva, mezei gazdaságának és történelmi tanulmányainak szentelte életét. 1852-ben a székelyudvarhelyi református iskola részére 6000 forint alapítványt tett. A Marosvásárhelyt lévő Teleki-könyvtár kéziratainak kivonatozására és regisztrálására 1851-ben szövetkezett Deák Ferenc királyi táblai ügyvéddel és mintegy nyolc évig dolgoztak együtt, tanulmányozva Erdélynek az osztrákház uralkodásától fogva lefolyt történeteit. E tanulmányoknak eredményei a később megjelent munkái. Ez időben a legtöbb idejét Gernyeszegen töltötte, a téli három-négy hónapot Kolozsvárt és az alkotmányos érzésű polgárok által az ország egyik vezérének tekintetett. Az erdélyi múzeum megalakításában gróf Mikó Imrével együtt dolgoztak. 1861-ben a gyulafehérvári konferencián megjelent és ez időtől fogva ismét élénk részt vett a politikában, mely tevékenysége úgyszólva élete végső órájáig tartott. Ugyanezen évben részt vett a magyar országgyűlés felső tábláján és remek beszédet mondott az unio érdekében. 1864-ben a magyar orvosok és természetvizsgálók nagy gyűlésének volt az elnöke Marosvásárhelyt. 1866-ban Marosszék küldötte fel Pestre mint képviselőt és az is maradt 1875-ig. Meghalt 1876. május 1-jén Kolozsvárt. A Magyar Tudományos Akadémiában 1881. február 28-án Deák Farkas tartott fölötte emlékbeszédet.

## Munkássága

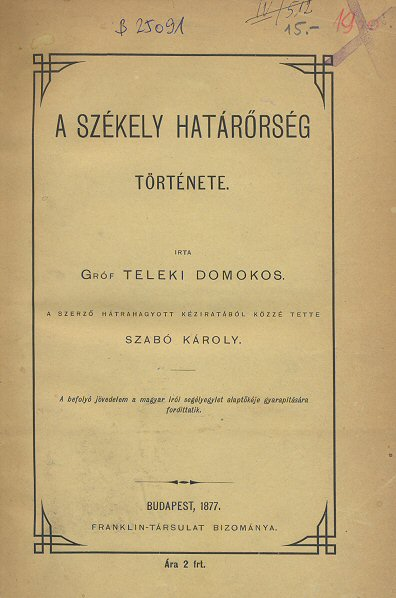
A székely határőrség története című művének címlapja (Budapest, 1877)

Költeményeket írt az 1830-as és 1840-es években a Társalkodóba, Koszorúba s más lapokba is; 1841-től kezdve a hírlap-irodalom terén élénk munkásságot fejtett ki, előbb a Szalay és Csengery által szerkesztett Pesti Hírlapban, később és mind gyakrabban a Méhes Sámuel lapjában, az Erdélyi Híradóban. (E lapot a gróf egy általa alapított részvény-társaság által meg akarta vétetni, de a kormány értesülvén, hogy a részvényesek csakis ellenzékiekből állanak, a vásárt sikeresen meghiúsította; ekkor aztán a lap kiadását a gróf maga egyedül fedezte. 1845. jan. 1-től kezdve teljes befolyása alatt állott a lap és ő mint főpatrónus sokat is dolgozott bele, így 1846. 110. Elnöki megnyitó beszéde a Pestalozzi ünnepélyen, stb.)
Cikkei a Pesti Hirlapban (1841. 30., 63., 65., 71., 72. Testvérhoni párhuzamok); az Unio c. zsebkönyvben (1848. Kolozsvári Töredékek «Unio» cz. kézirataiból); a Magyar Tudományos Akadémia Évkönyvében (1860. Emlékbeszéd br. Wesselényi Miklós felett); a P. Naplóban és más hírlapokban (a 60-as években, vegyes cikkek); a Pesti Naplóban (1857. 282. sz. Hírlapirodalmunk sat.); Szigeti Albumban (1860. Erdély fegyveres erejének történeti vázlata); a Budapesti Szemlében (X., XI. 1860. Gróf Széchenyi István emlékezete, XIV. 1862. Az 1817. inség és éhhalál Erdélyben, XVII. 1863. Két kalugyer Erdélyben, akadémiai székfoglaló, Uj folyam X. 1867. Erdély három államférfia a XVIII. században: Bruckenthal Sámuel, Gróf Lázár János, Buccow Adolf Miklós báró és lovassági tábornok, XIV. 1869. Ferencz császár és király erdélyi útjai); a Századokban (1868. Básta György emlékirata Rudolf császárhoz Erdélyt illetőleg 1602).
Jegye: X-Z.

## Munkái
- Malomizi gróf Kendefi Ádám emléke. Kolozsvár, 1834.
- Az ifjusághoz. Óda. Hely és év n.
- Unio-hangok. Kolozsvár, 1848.
- Emlékbeszéd gr. Széchenyi István felett. Elmondotta a kolozsvári casino 1860. évi júl. 29. tartott ünnepélyén. Uo. 1860.
- Siebenbürgen und die österreichische Regierung in den letzten vier Jahren. Leipzig, 1865. (Névtelenül).
- A Hóra-támadás története. Pest, 1865. (Ism. Sürgöny 12-14., 28. sz. 2. jutányos kiadás. Uo. 1869.).
- Képviselői jelentés Marosszék felső kerületi választóihoz. Maros-Vásárhely, 1872.
- A székely határőrség története. A szerző hátrahagyott kéziratából közzétette Szabó Károly. Bpest, 1877. (Értekezések a társ. tud. kör. VI. 10. Ism. Budapesti Szemle XVIII.).

Országgyűlési beszédei a Naplókban vannak.

## Emlékezete
- Deák Farkas: Gróf Teleki Domokos emlékezete